# 大口髯鰕虎鱼
大口髯鰕虎鱼（学名：Gobiopsis macrostoma）为鰕虎鱼科髯鰕虎鱼属的鱼类。在中国，分布于广东珠江水系及遂溪河水系河口区等，属于暖水性鱼类。其主要生活于淡水水域以及也进入河口咸淡水区。该物种的模式产地在印度孟买。
其种加词“macrostoma”意为“大口的”。